# Denikpolitika.cz

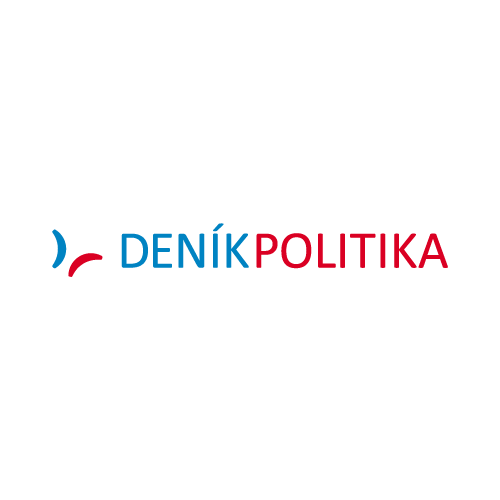
Logo Denikpolitika.cz

Denikpolitika.cz (Deník politika) byl český internetový projekt, který provozovala v letech 2007 - 2015 společnost Eurouniversum, a.s. Obsahoval databázi profilů všech českých politiků (přes 60.000), politických stran, obcí, krajů a institucí. Nabízel informace o jednotlivých zastupitelích a umožňoval občanům s nimi komunikovat a hodnotit jejich práci. Politici měli na druhé straně možnost svůj profil převzít a skrze něj informovat o svých aktivitách a názorech.
V červenci roku 2015 došlo k ukončení provozu Deníku politika a jeho náhradou za modernější platformou - server Pyxees, který provozuje stejná firma Eurouniversum, a.s.